# Chrást (district de Plzeň-Ville)
Pour les articles homonymes, voir Chrást.
Chrást (en allemand : Chrast) est une commune du district de Plzeň-Ville, dans la région de Plzeň, en République tchèque. Sa population s'élevait à 1 872 habitants en 2022.

## Géographie
Chrást se trouve à 11 km au nord-est du centre de Plzeň et à 75 km à l'ouest-sud-ouest de Prague.
La commune est limitée par la rivière Berounka et la commune de Dolany au nord, par la rivière Klabava et la commune de Smědčice à l'est, par Dýšina et Plzeň au sud, et par Druztová à l'ouest.

## Histoire
La première mention écrite de la localité date de 1242.

## Galerie

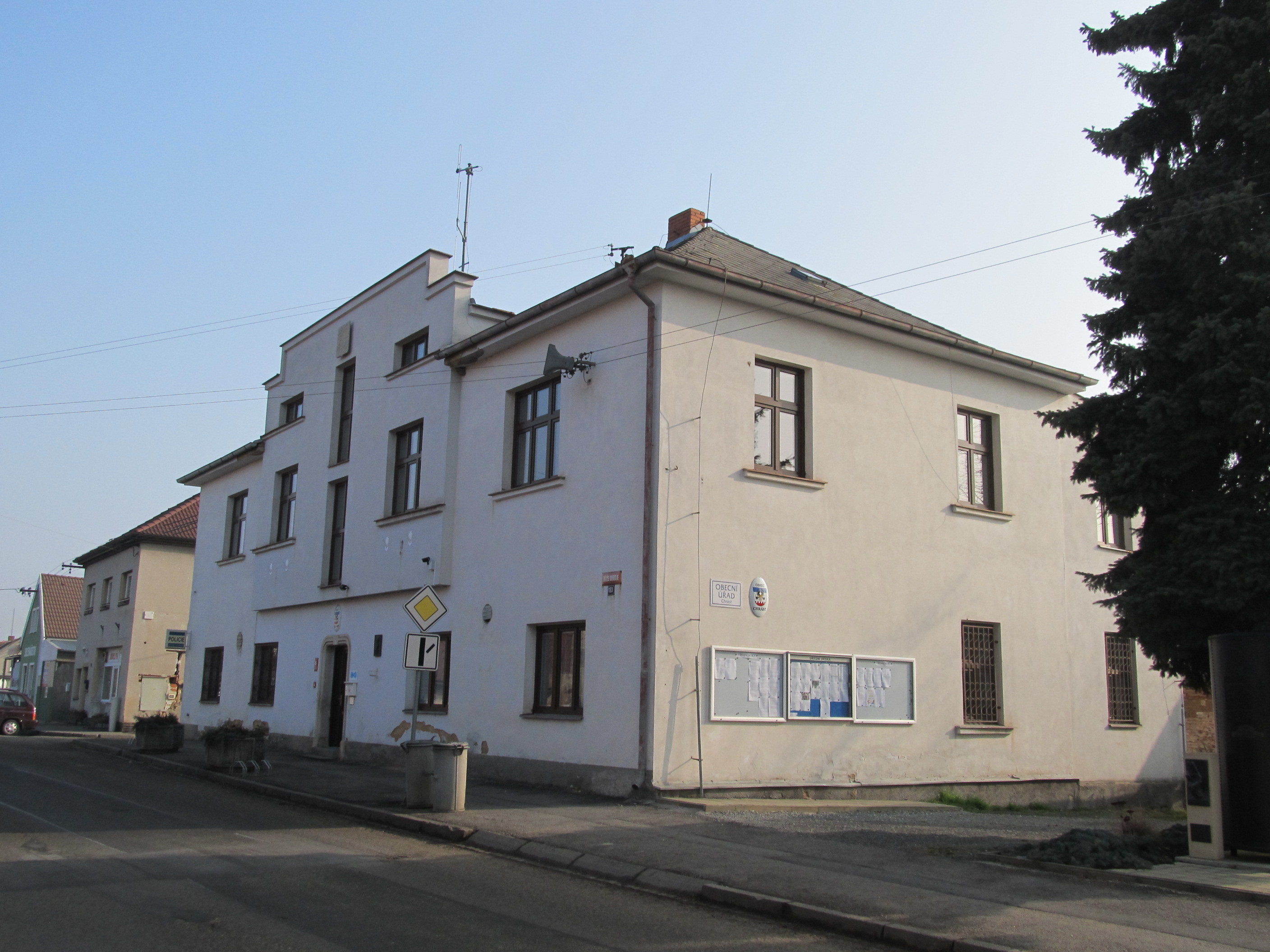
Chrást : mairie.
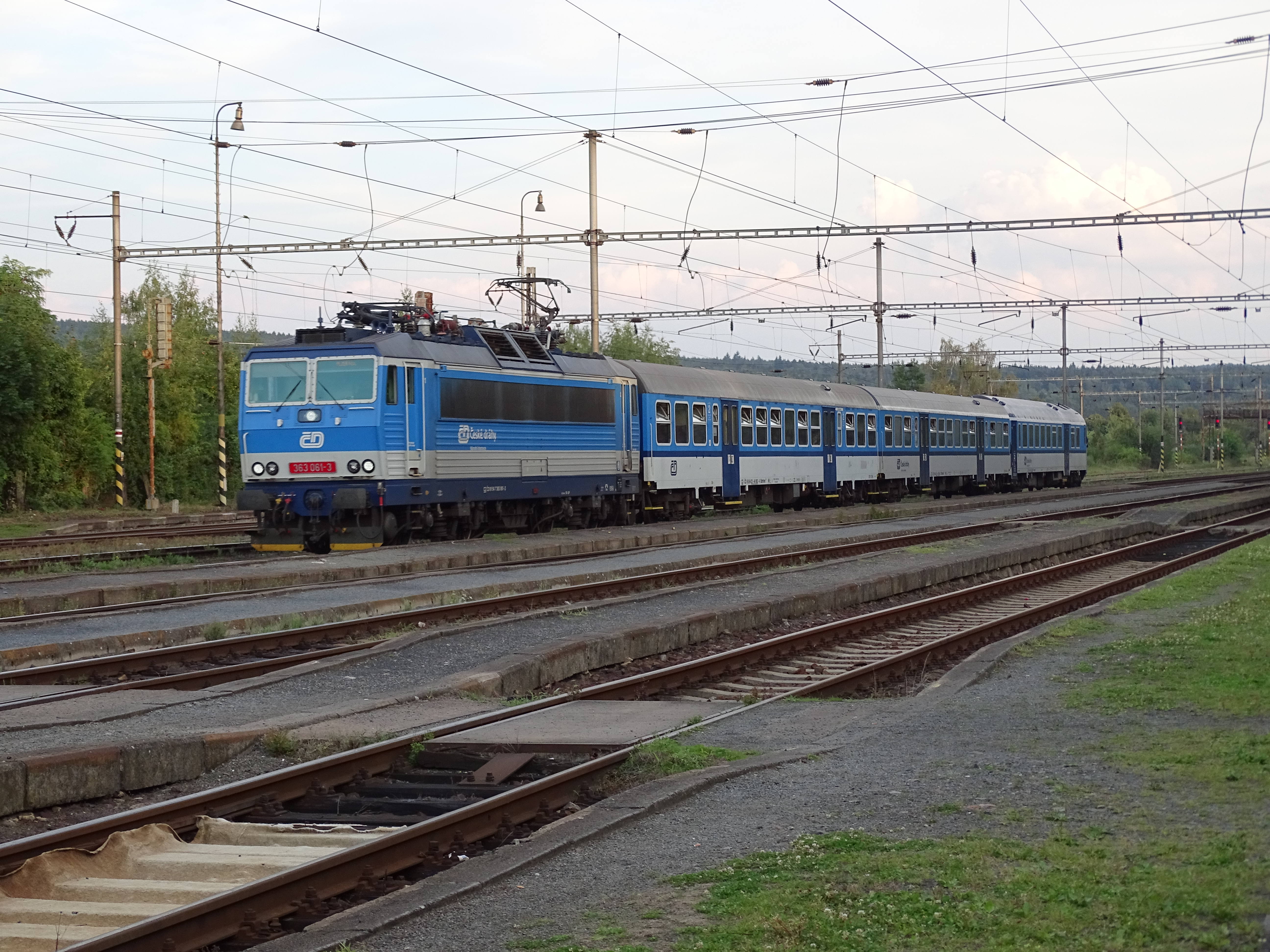
Train de Plzeň en gare de Chrást.

## Transports
Par la route, Chrást se trouve à 11 km de Plzeň et à 89 km de Prague.